# ميخائيل فارينغتون
ميخائيل فارينغتون هو راقص على الجليد كندي، ولد في 11 أغسطس 1966.

## وصلات خارجية
- ميخائيل فارينغتون على موقع أوليمبيديا (الإنجليزية)